# Marco Abreu
Marco Paulo Coimbra de Abreu, más conocido como Marco Abreu (nacido el 8 de diciembre de 1974 en Lubango, Angola), es un exfutbolista angoleño. Juega de defensor y su último equipo fue el A.A Avamca. Es integrante de una familia portuguesa. Dejó Angola cuando tenía dos años y se mudó a Portugal.

## Trayectoria

### Clubes
| Club             | País     | Año         |
| ---------------- | -------- | ----------- |
| Académico Viseu  | Portugal | 1994 - 1998 |
| CF União         | Portugal | 1998 - 2000 |
| Trofense         | Portugal | 1999        |
| Varzim           | Portugal | 2000 - 2001 |
| Sporting Covilhã | Portugal | 2001 - 2003 |
| Ovarense         | Portugal | 2003 - 2005 |
| Olhanense        | Portugal | 2004 - 2005 |
| Portimonense     | Portugal | 2005 - 2007 |
| SC Espinho       | Portugal | 2007 - 2013 |

### Selección nacional
Ha participado con la Selección de fútbol de Angola en la Copa del Mundo Alemania 2006, quedando fuera en primera fase. Además ha participado en la Copa Africana de Naciones 2006.

#### Participaciones en Copas del Mundo
| Mundial                        | Sede     | Resultado    |
| ------------------------------ | -------- | ------------ |
| Copa Mundial de Fútbol de 2006 | Alemania | Primera Fase |

- Datos: Q659314